# Sin City
Sin City es una serie de historietas creadas por el guionista y dibujante Frank Miller. Todas se desarrollan en la ciudad ficticia de Basin City, alternándose el protagonismo entre sus diversos personajes recurrentes.
En el 2005 se realizó una adaptación al cine basada en tres de las historias que fue codirigida por Robert Rodriguez y el propio Frank Miller.

## Descripción
Las historias de estas novelas gráficas discurren en una ciudad llamada Basin City, pero Miller juega con el nombre llamándola Sin City ('ciudad del pecado' en inglés) borrando parte del nombre de la ciudad. La primera de ellas se llama El Duro Adiós y cuenta la historia de Marv, un hombre violento y desilusionado y su intento por encontrar a la persona que asesinó a Goldie, la única mujer que había sido amable con él. En un principio, esta historieta se llamaba simplemente "Sin City" y estaba pensada como una obra autoconclusiva, pero más adelante se la decidió ampliar y utilizar como universo de ficción de varias otras historias.
Las historias se relatan desde el punto de vista del protagonista, pero este suele ser diferente en cada una. No hay personajes, protagonistas o secundarios, que participen de todas las historias, sólo la ciudad es la constante en todas las obras.
Las historias, dibujadas en blanco y negro se distingue por el uso sobresaliente del alto contraste.
Miller añade algún color en alguna de sus novelas para destacar la luz de un personaje en especial, su sensualidad, su amargura, etc. Destacan por tener abundantes dosis de sexo y violencia propias de la novela negra.

## Personajes

### Principales
- Marv, vago amigo de Dwight, protagonista y personaje secundario de varias historias de Sin City. Es un hombre que a pesar de sus limitadas capacidades mentales tiene una gran ventaja sobre sus enemigos por su fuerza y tamaño.
- Goldie y Wendy, prostitutas y hermanas gemelas. Goldie muere asesinada por Kevin y es vengada por Marv y por su propia hermana, Wendy.
- Kevin, asesino caníbal criado por Patrick Henrick Roark, obispo y hermano del senador de Sin City.
- Dwight McCarthy, personaje protagonista de "Una dama por la cual matar", "La gran matanza", "Valores familiares" y "La chica vestida de rojo".
- Nancy Callahan, bailarina y estríper del bar Kadies, fue salvada en dos ocasiones de ser violada gracias a John Hartigan.
- Ava Lord, exnovia de Dwight McCarthy. Lo abandonó para convertirse en la esposa de Damien Lord, uno de los hombres más ricos de Basin City.
- Gail, prostituta del Barrio Viejo, una de las amantes de Dwight.
- John Hartigan, policía honesto cuya única aparición principal fue en "Ese bastardo amarillo", salvó la vida de Nancy Callahan en dos ocasiones.
- Wallace, exmiembro del United States Navy Sea, Air and Land; son las fuerzas marinas de la élite estadounidense. Actualmente se dedica a vender pinturas.
- Jackie Boy, un policía corrupto.
- Manute, trabajaba para Ava y Damien Lord, posteriormente se lo mostró en "La gran matanza" trabajando para la mafia, y luego en "Ojos azules" e "Ida y vuelta al infierno" para el mayor mafioso de Sin City, Wallenquist. Marv le arrancó un ojo en "Una dama por la cual matar".
- Miho, asesina y protectora del Barrio Viejo. Su lado más perverso se hace ver cuando es agredida verbalmente por su etnia.
- Patrick Roark, obispo de gran poder, crio a Kevin y juntos fueron protagonistas de las muertes de varias mujeres del Barrio Viejo.
- Roark Junior, hijo del senador Roark y villano de "Ese bastardo amarillo".
- Shellie, camarera del bar Kadies.

### Otros
- Bob, policía compañero de Hartigan. Le traicionó tras ponerse del lado de Roark Junior.
- Lucille, controladora judicial de Marv.
- Esther, novia de Wallace, aparece junto a él en "Al infierno y de vuelta".
- Burt Schlubb, secuaz de Roark Junior
- Comisario Liebowitz, torturador de Hartigan y de Wallace.
- El Hombre, antagonista de algunas historietas
- Becky, prostituta que les traiciona a sus compañeras prostitutas por dinero.

## Títulos de la saga
Frank Miller continuó dibujando la serie hasta el tomo 7 que de momento es el último. El éxito de la película permitió que se relanzara toda la serie en distintos formatos. La primera historia, antes conocida como "Sin City" a secas, fue renombrada como "Sin City: The Hard Goodbye" ("El Duro Adiós").
Por orden cronológico, éstas son las obras de Sin City publicadas a día de hoy, tanto en España por Norma Editorial como en Argentina por Editorial Ivrea:
- The Hard Goodbye (1991-1992): Originalmente la historia se titulaba simplemente Sin City. Apareció serializada en la revista antológica Dark Horse Presents Nºs 51-62 más la historia corta del especial Dark Horse Presents Fifth Anniversary Special (en total 13 historias), más tarde se hizo una edición en tomo con páginas nuevas titulado simplemente Sin City pero cuando se hizo la película de Sin City Frank Miller cambió el título por "El duro adiós". En España las historias cortas se editaron gracias a Norma Editorial en la revista Cimoc; más tarde se publicaron en un tomo, en formato álbum, en la colección "Made in usa" y más tarde se editó el cómic en un tomo en formato comic-book. Actualmente Norma editorial ha hecho una edición semejante a la americana (cuando se hizo la película) en formato reducido. En Argentina se publicó tanto en distintos cuadernos a cargo de Thalos como en la Biblioteca Clarín de la Historieta y en la edición remasterizada de Ivrea manteniendo el nombre en inglés.

- A Dame to Kill For (1993-1994): En España la primera edición se tradujo erróneamente por "Mataría por ella" (I'd kill for her). Miniserie de 6 números recopiladas más tarde en tomo con páginas nuevas. En España se publicó como una miniserie de 6 números más tarde se recopiló en un tomo de tapa blanda. Como ocurrió con "El duro adiós" se reeditó en un formato reducido. La edición de Norma Editorial es titulada como Mataría por ella.

- The Big Fat Kill (1994-1995): Miniserie de 5 números, luego recopilada en un tomo.

- That Yellow Bastard (1996): Miniserie de 6 números, luego recopilada en un tomo.

- Family Values (1997): Novela gráfica original.

- Booze, Broads & Bullets (1998): Recopilatorio de historias cortas anteriormente editadas:
  - La novia iba de rojo y otras historias (1994)
    - Y tras la puerta número tres...
    - El cliente siempre tiene la razón
    - La novia vestía de rojoFrank Miller, creador de Sin City.

  - Noche silenciosa (1994)
  - Perdida, sola y letal (1996)
    - El gordo y el enano
    - Ratas
    - Ojos azules

  - La hijita de papá (1996)
  - Sexo y violencia (1997)
    - Giro equivocado
    - Línea equivocada

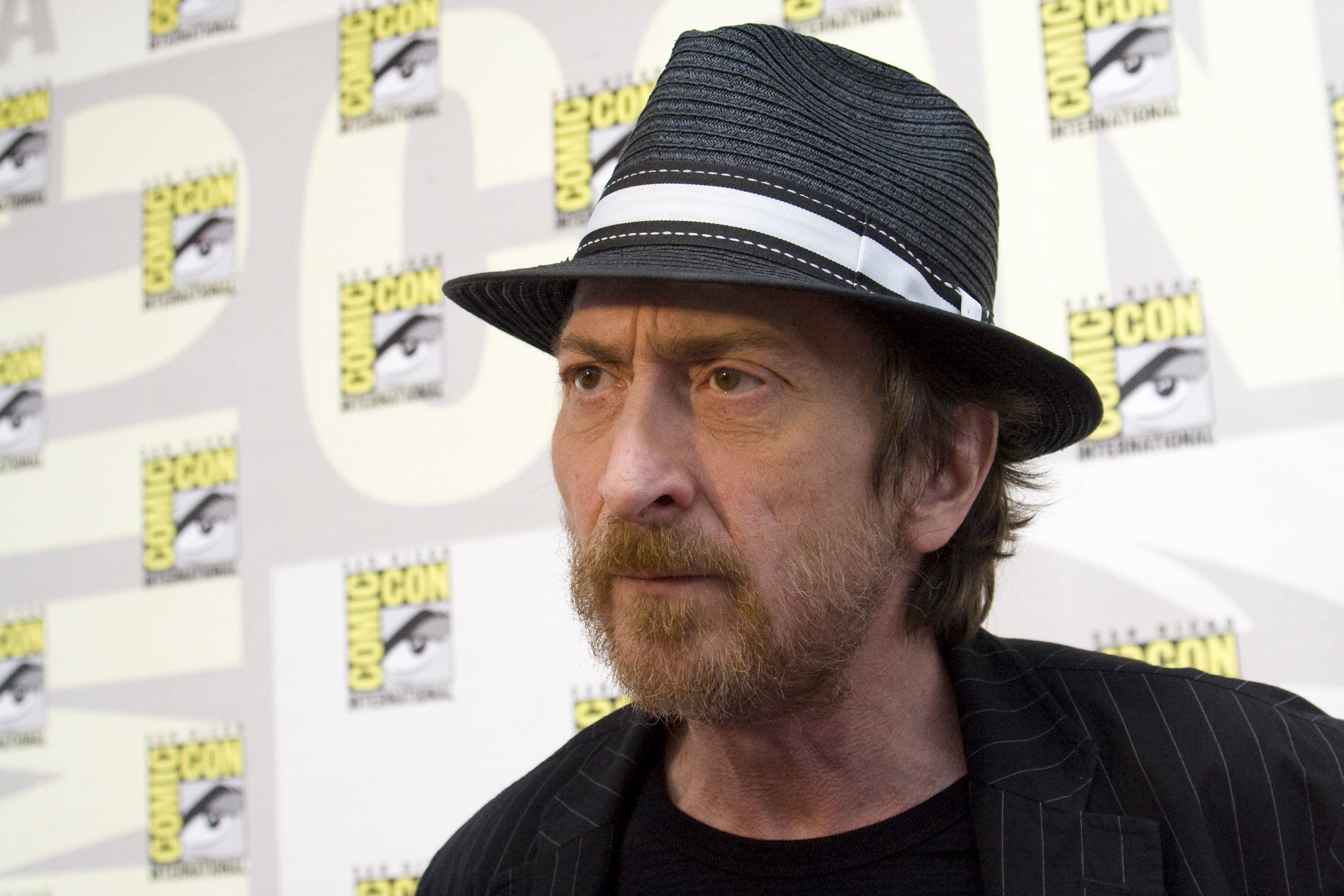
Frank Miller, creador de Sin City.

  - Solo otro sábado a la noche (1997)

- Hell and Back (1999): Miniserie de 9 números, luego recopilada en un tomo.

- The Art of Sin City: recopilatorio de imágenes de otros cómics, incluyendo bocetos al estilo "making of". Libro en el que Frank Miller explica qué lo inspiró para crear Sin City.

Miller ha confirmado que está trabajando en nuevas historias acerca de: la nueva vida de Nancy Callahan (después de lo sucedido en "Ese Bastardo Amarillo"), la vida de Hartigan antes de lo ocurrido en esa misma historia (y, según Miller, explicando su cicatriz) y el pasado del policía Jack Rafferty.

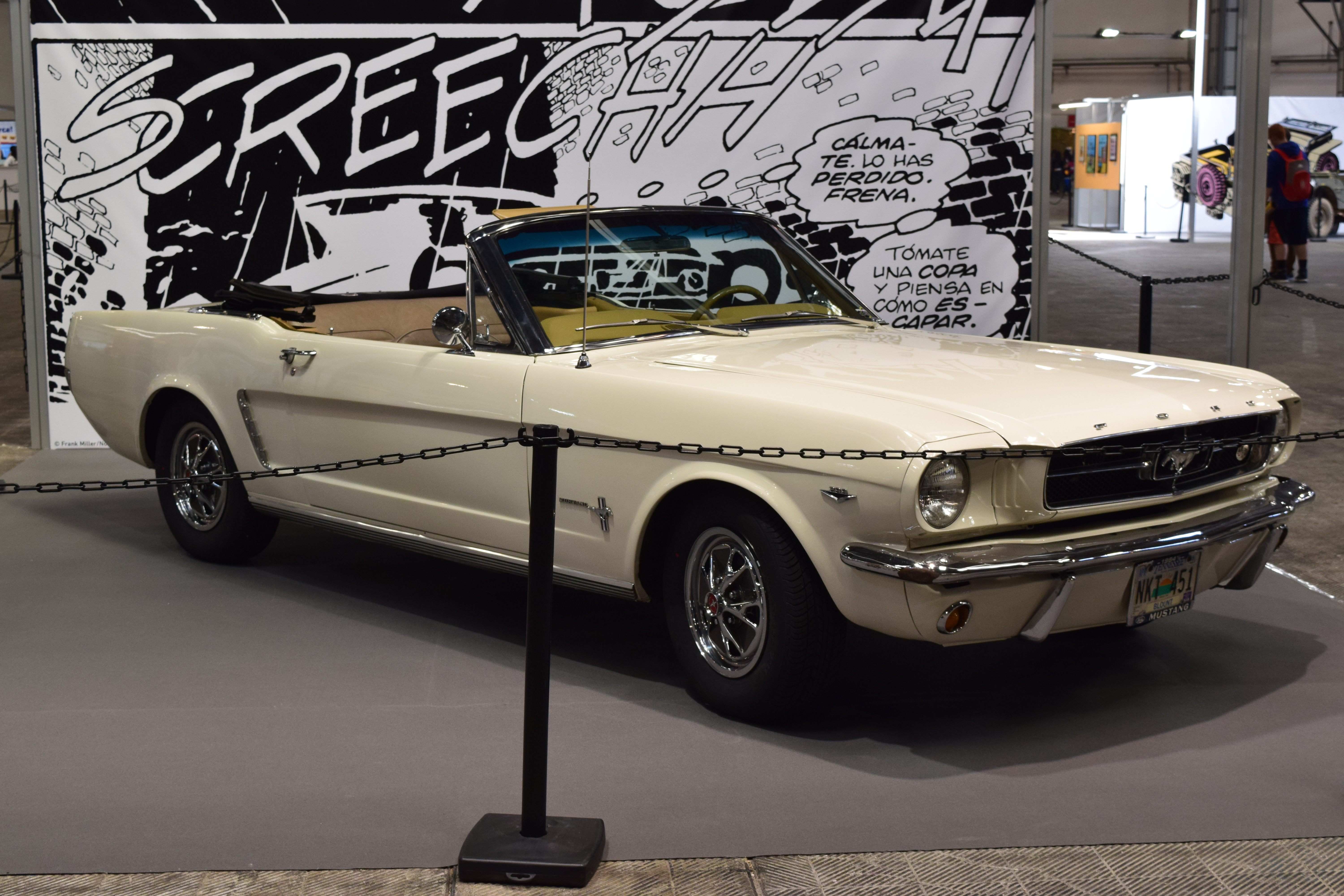
Un Ford Mustang descapotable de 1964 (como el de Mav en Sin City) en la exposición Vinyetes sobre rodes (Viñetas sobre ruedas), de la edición del 2016 del Salón Internacional del Cómic de Barcelona.

## Adaptaciones
- Sin City es una película estadounidense del 2005 dirigida por Robert Rodriguez, Frank Miller y con Quentin Tarantino como director invitado que adapta las historias del cómic de Frank Miller El duro adiós, La gran masacre, Ese bastardo amarillo y El cliente siempre tiene la razón (corto que se ve al inicio del film, parte de La chica vestía de rojo).
- En 2014 se haría la secuela Sin City: A Dame to Kill For, también dirigida por Robert Rodriguez.